# Bwainuna
Bwainuna (auch: Bainuna) ist ein Ort mit einer Landfläche von 0,14 km² auf dem Marakei-Atoll in den zum Inselstaat Kiribati gehörenden Gilbertinseln im Pazifischen Ozean. 2020 hatte der Ort 318 Einwohner.

## Geographie
Bwainuna liegt an der Südostecke des Atolls Marakei, südlich des östlichen Lagunenzugangs (Reweta Pass). Im Ort gibt es ein traditionelles Versammlungshaus (Bwainuna Maneaba). Die Nei-Tangangau-Brücke über den Reweta Pass verbindet Bwainuna mit Norauea im Norden.

## Klima
Das Klima ist tropisch heiß, wird jedoch von ständig wehenden Winden gemäßigt. Ebenso wie die anderen Orte des Marakei-Atolls wird Bwainuna gelegentlich von Zyklonen heimgesucht.